# Americký vlkodlak v Paříži
Americký vlkodlak v Paříži je hororová komedie z roku 1997 v režii Anthonyho Wallera a podle scénáře Tima Burnse, Toma Sterna, a Wallera. Navazuje na přecházející film Americký vlkodlak v Londýně. Hlavní role ztvárnili Tom Everett Scott a Julie Delpy. Film byl natočen v mezinárodní koprodukci Nizozemska, Lucemburska, Francie a Spojených států amerických. Natáčeno bylo v Amsterdamu, Lucembursku a Paříži. 
Američan Andy McDermott se při návštěvě Paříže zaplete s vlkodlaky.

## Obsazení
| Tom Everett Scott     | Andy McDermott            |
| Julie Delpy           | Serafine Pigot            |
| Vince Vieluf          | Brad                      |
| Phil Buckman          | Chris                     |
| Julie Bowen           | Amy Finch                 |
| Pierre Cosso          | Claude                    |
| Thierry Lhermitte     | Dr. Thierry Pigot         |
| Tom Novembre          | inspektor LeDuc           |
| Maria Machado         | Bonnet                    |
| Ben Salem Bouabdallah | detectiv Ben Bou          |
| Charles Maquignon     | Bouncer                   |
| Jean-Claude Deret     | profesor Martin           |
| Isabelle Constantini  | matka Serafine            |
| David F. Friedman     | návštěvník v nočním klubu |
| Christian Magnani     | Bruno                     |
| Chris Bearne          | Surgeon                   |